# NGC 5021
NGC 5021 is een balkspiraalstelsel in het sterrenbeeld Maagd. Het hemelobject werd op 26 april 1830 ontdekt door de Engelse astronoom John Herschel.

## Synoniemen
- NGC 5021
- UGC 8284
- MCG 8-24-84
- ZWG 245.30
- IRAS13099+4627
- PGC 45834